# خط ۳ متروی مادرید
خط ۳ متروی مادرید (انگلیسی: Line 3) یکی از خطوط متروی مادرید است که در سال ۱۹۳۶ تأسیس شده و دارای ۱۸ ایستگاه و ۱۶٫۴ کیلومتر طول است.

## نگارخانه

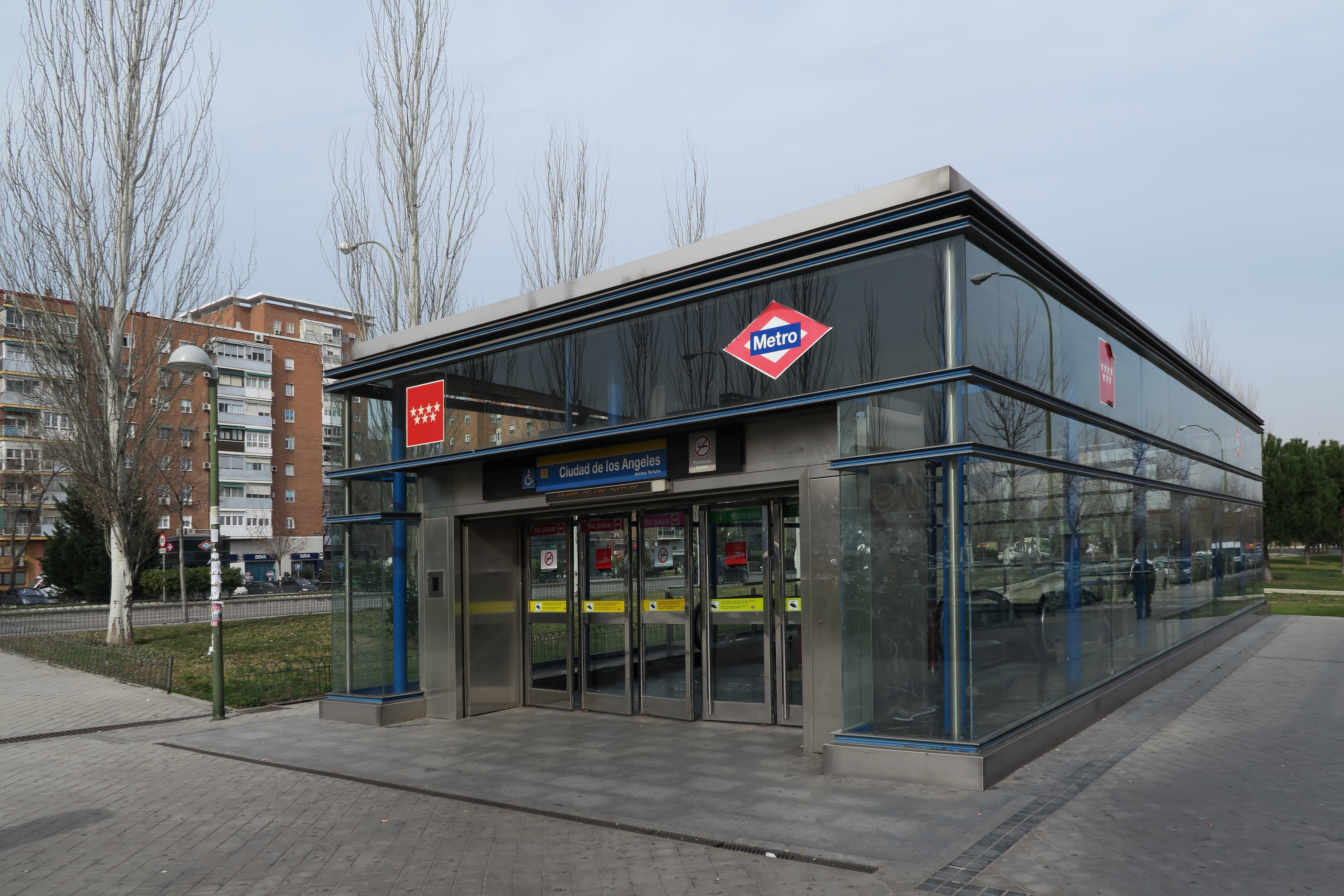
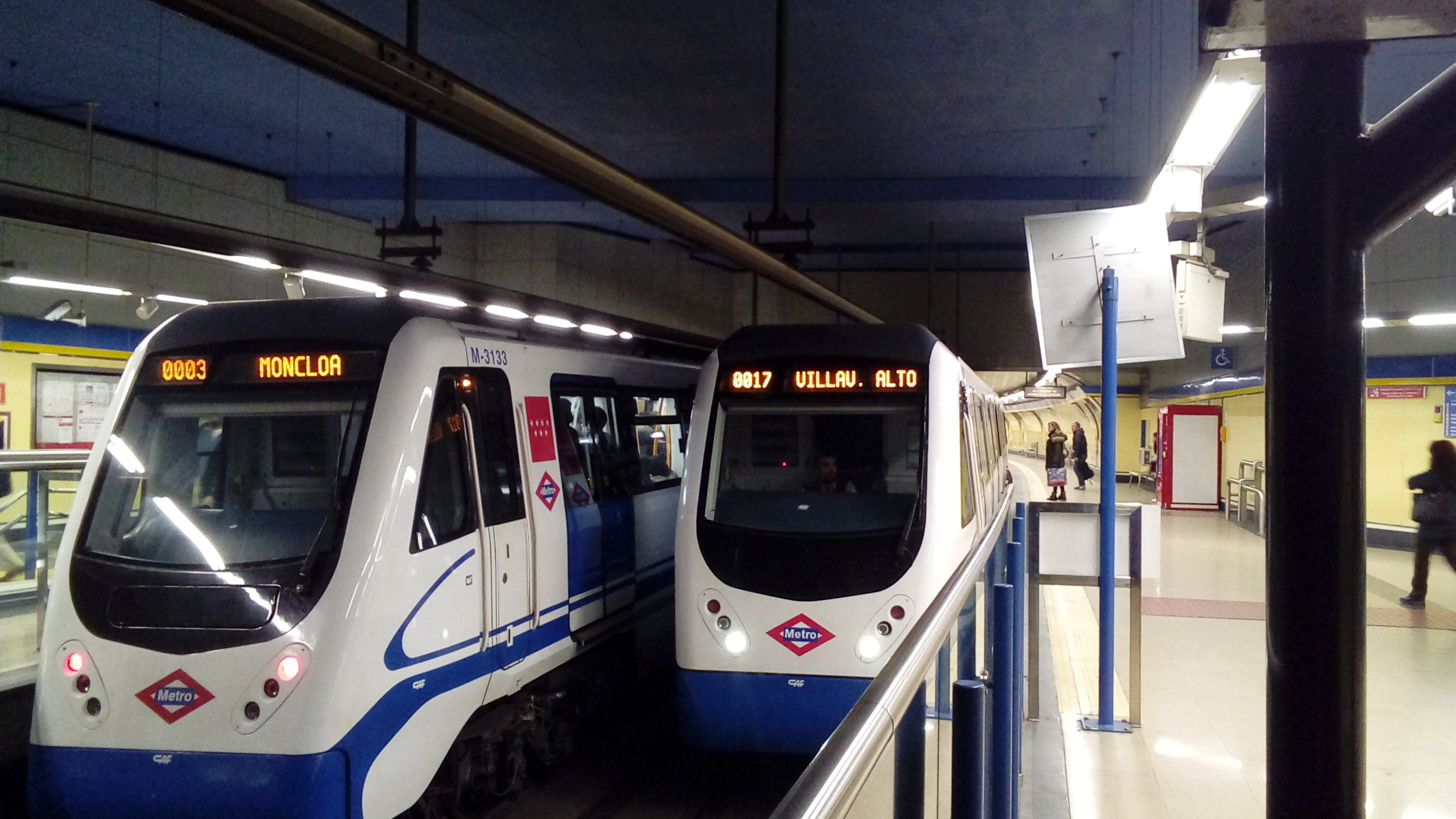
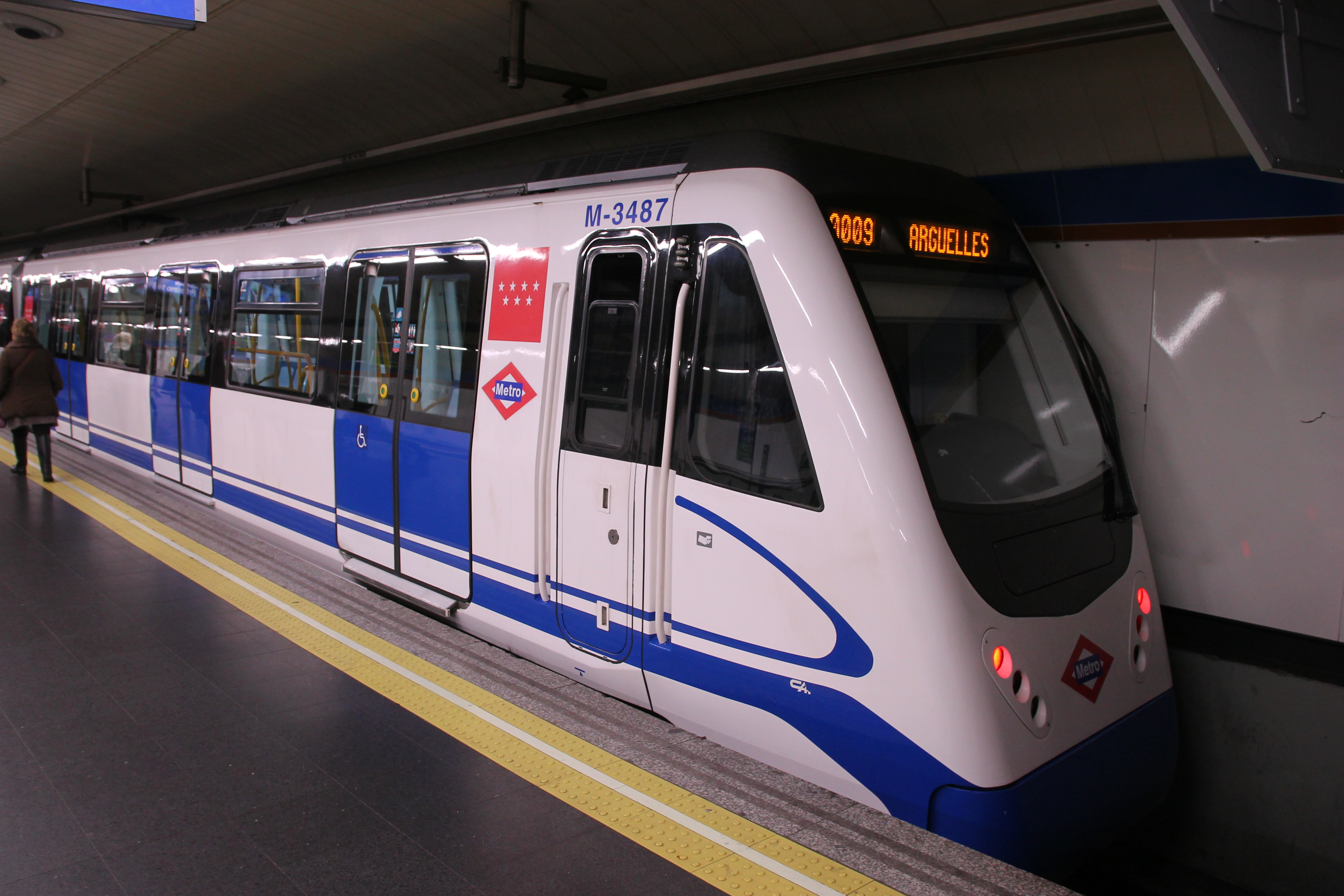
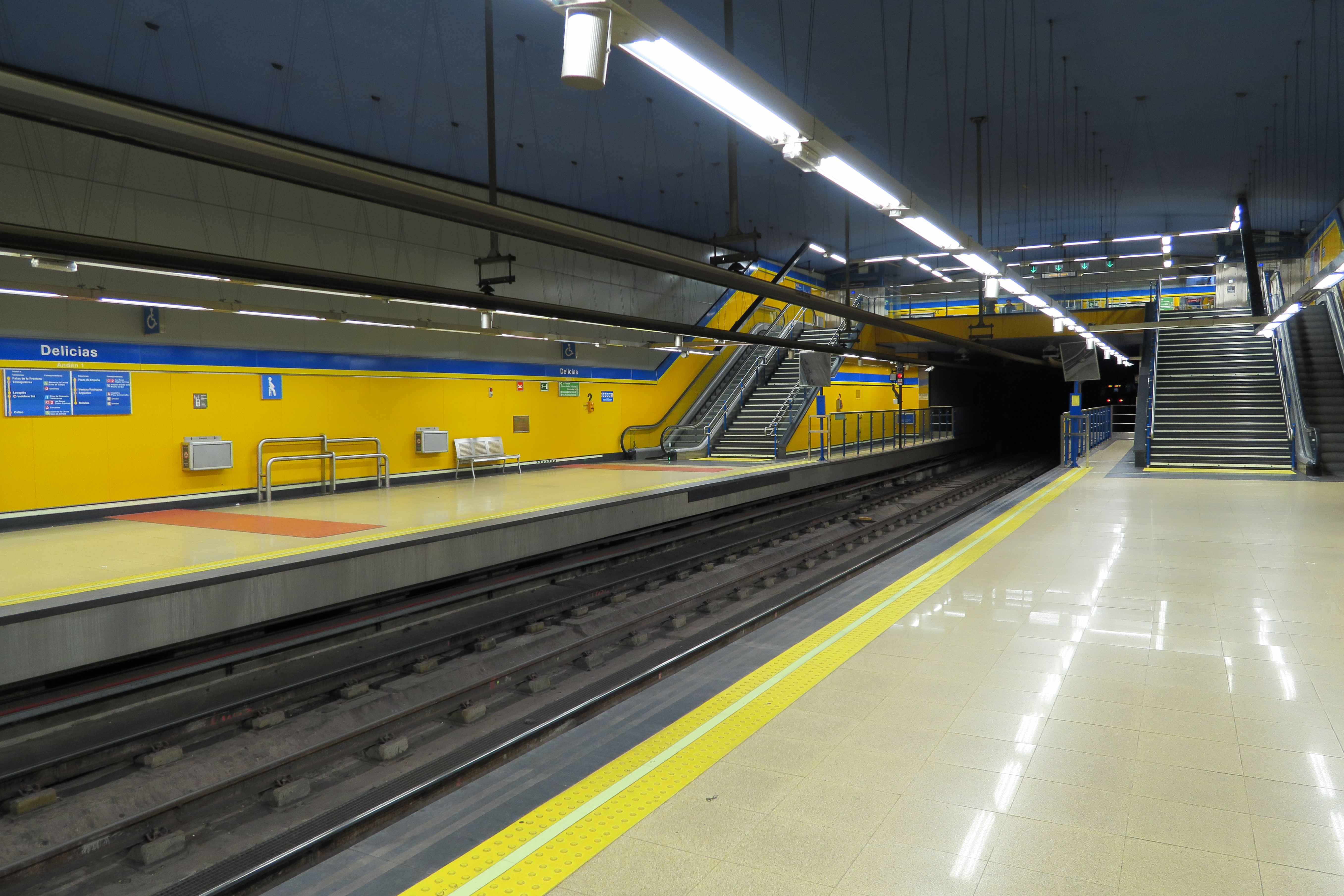